# Cantonul Grandvilliers
Cantonul Grandvilliers este un canton din arondismentul Beauvais, departamentul Oise, regiunea Picardia, Franța.

## Comune
- Beaudéduit
- Briot
- Brombos
- Cempuis
- Daméraucourt
- Dargies
- Élencourt
- Feuquières
- Grandvilliers (reședință)
- Grez
- Halloy
- Le Hamel
- Hautbos
- Lavacquerie
- Laverrière
- Le Mesnil-Conteville
- Offoy
- Saint-Maur
- Saint-Thibault
- Sarcus
- Sarnois
- Sommereux
- Thieuloy-Saint-Antoine